# Ан-128
Ан-128 — остановленный проект лёгкого пассажирского самолёта, находившийся в разработке с 2000 по 2003 годы. В 2010 году предполагалось продолжить данный проект.

## История
Предполагались два варианта самолёта с реактивным и винтовым двигателями. Разработка началась в 2000 году по заказу правительства Ливии и встречи П. В. Балабуева с М. Каддафи, однако после нескольких лет безрезультатных переговоров и консультаций с Alenia Aeronautica была прекращена. При этом, как сообщили УНИАН в пресс-службе Совета национальной безопасности и обороны, со слов А. П. Клюева, комментируя информацию ГП «Ивченко-Прогресс» — создаваемый двигатель нового поколения АИ-28 планировался для перспективных самолётов Ан-128, Ан-168 и Ан-178. Тем не менее, в Ливии продолжили эксплуатировать самолёты De Havilland Canada DHC-6 Twin Otter.

### Технические и лётные характеристики
Основные геометрические данные:
- габариты самолёта, м — длина 15.91, размах крыла 17.58, высота на стоянке 5.22;
- крыло — площадь 31.08 кв.м., удлинение 9.97, сужение 2.27, стреловидность по 1/4 хорд 3.9 град, поперечное V -3 град, угол установки +3 град;
- фюзеляж — диаметр 2.3 м, длина 15.24 м, удлинение 6.64;
- вертикальное оперение — площадь 7.05 кв. м., удлинение 1.21, сужение 1.71, стреловидность по 1/4 хорд 37.14 град, коэффициент статмомента 0.089;
- горизонтальное оперение — площадь 6.62 кв. м., удлинение 5.58, сужение 2.22, стреловидность по 1/4 хорд 20 град, коэффициент статмомента 0.98;
- шасси трёхопорное с носовой опорой и одноколёсными стойками, колея 3.3 м, база 5.3 м.
- вынос двигателя по размаху - 3.2 м, диаметр винта (для Ан-128 с ВК-1500) — 2.65 м.

Основные веса:
- максимальный рулёжный — 9650 кг.
- максимальный взлётный — 9600 кг.
- максимальная платная нагрузка — 2100 кг.
- максимальный запас топлива — 2400 кг.

Основные ЛТХ:
- крейсерская скорость, км/ч - максимальная 505 (-128) и 705 (-128-100), максимальной дальности 435 (-128) и 645 (-128-100);
- максимально допустимое число М — 0.53 (-128) и 0.7 (-128-100);
- крейсерская высота, м — 7600 (-128) и 9100-10600 (-128-100);
- практическая дальность, км — с максимальной нагрузкой 1140 (-128) и 1120 (-128-100), с 21 пассажиром по 90 кг 1410 (-128) и 1380 (-128-100) и с максимальным топливом 2520 + 11 пассажиров (-128) и 2190 + 13 пассажиров (-128-100);
- расход топлива — 0.87 (-128) и 0.92 (-128-100) кг/км или 41.4 (-128) и 43.7 (-128-100) г/пасс. на км;
- потребная длина ВПП — 1200 (-128) и 1400 (-128-100).

Экипаж — два лётчика и бортпроводник.

### Катастрофа, описанная вСМИ
После крушения Ан-148 «Саратовских авиалиний», которое произошло 18 февраля 2018 года в Подмосковье, ряд крупных СМИ ошибочно указали в новостных сводках и репортажах модель самолета Ан-148 как Ан-128.